# Zemstvo
Lo zemstvo (in russo земство?, pl. zemstva) fu una forma di governatorato locale, introdotto nel 1864 dallo zar Alessandro II su proposta del ministro Nikolaj Miljutin come organo di consultazione e amministrazione del distretto.
La creazione degli zemstva e del loro apparato tecnico e produttivo "permise comunque la nascita di una intellighenzia illuminata nel paese, che rappresenta la vera novità storica del periodo".
Elette con suffragio basato sul censo, queste assemblee rappresentavano la nobiltà e la borghesia locale, e furono sostituite dai Soviet dopo la Rivoluzione d'ottobre del 1917.

## Struttura

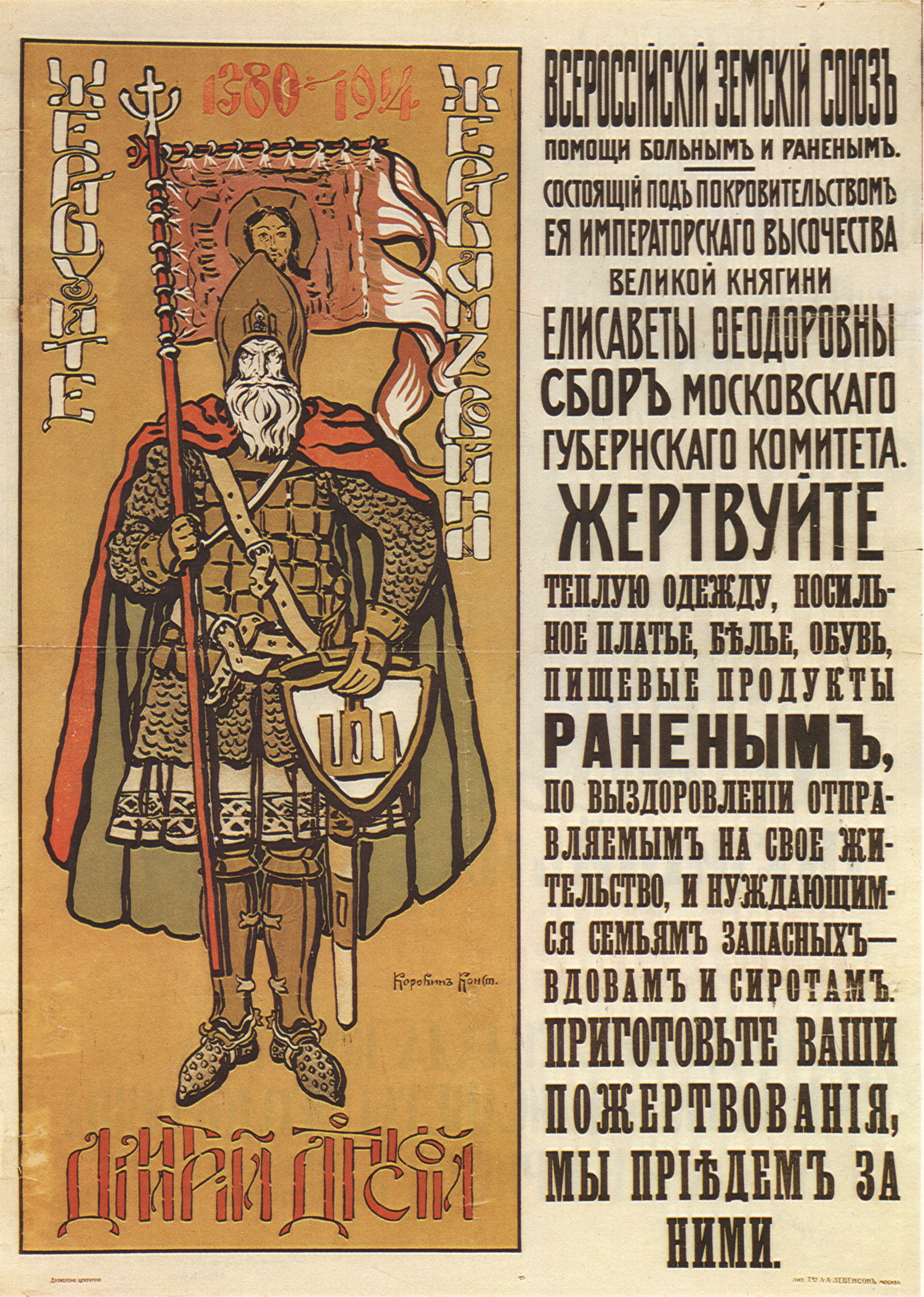
Manifesto dell Unione degli Zemstvo di tutte le Russie, opera di Dmitrij Donskoj, su disegno di Konstantin Korovin, 1914

Il sistema di autogoverno locale era strutturato secondo una gerarchia che aveva al suo livello più basso il mir e il volost, seguito dai distretti elettivi e dalle assemblee regionali chiamate zemstvo, organismi locali di tipo elettivo, dotati di sufficiente autonomia e indipendenza dallo zar e dal governo centrale per poter risolvere le questioni economiche del territorio.
Alessandro II istituì uno zemstvo per ogni distretto e per ognuno dei 34 governatorati esistenti in Russia. Essi erano formati da un consiglio di rappresentanti eletti in base al censo (zemskoye sobranye), che a sua volta nominava l'organismo esecutivo dello zemstvo, chiamato zemskaya uprava. Esso era composto dalle seguenti tipologie di membri:
- latifondisti terrieri e nobili proprietari di estensioni più grandi di 590 acri (pari a circa 2.4 Km2);
- rappresentanti dei piccoli proprietari terrieri, incluso il clero;
- rappresentanti delle classi più abbienti che risiedevano nei centri urbani;
- rappresentanti delle classi urbane meno abbienti;
- rappresentanti dei contadini, eletti dai volost.[3]

Sebbene i nobili fossero una ristretta minoranza della popolazione, il 74% dei membri degli zemstvo proveniva dalla loro classe sociale.  Ciononostante, gli zemstvo diedero alla maggioranza della popolazione una sede ufficiale nella quale venivano informati e potevano esprimere la propria opinione in merito alle decisioni dell'élite della società russa dell'epoca.
Nel 1865, furono istituiti gli zemstvo in 19 province, seguiti dall'apertura di ulteriori 16 unità nel periodo compreso fra il 1866 e il 1876. Restarono escluse 12 province, i tre governatorati baltici e le nove province occidentali, appartenute alla Polonia e annesse da Caterina II ai propri domini. Dopo complesse trattative con i funzionari cosacchi, nel 1875 furono creati anche gli zemstvo del Don Host Oblast, che dopo appena sei anni entrarono in crisi e furono soppressi.

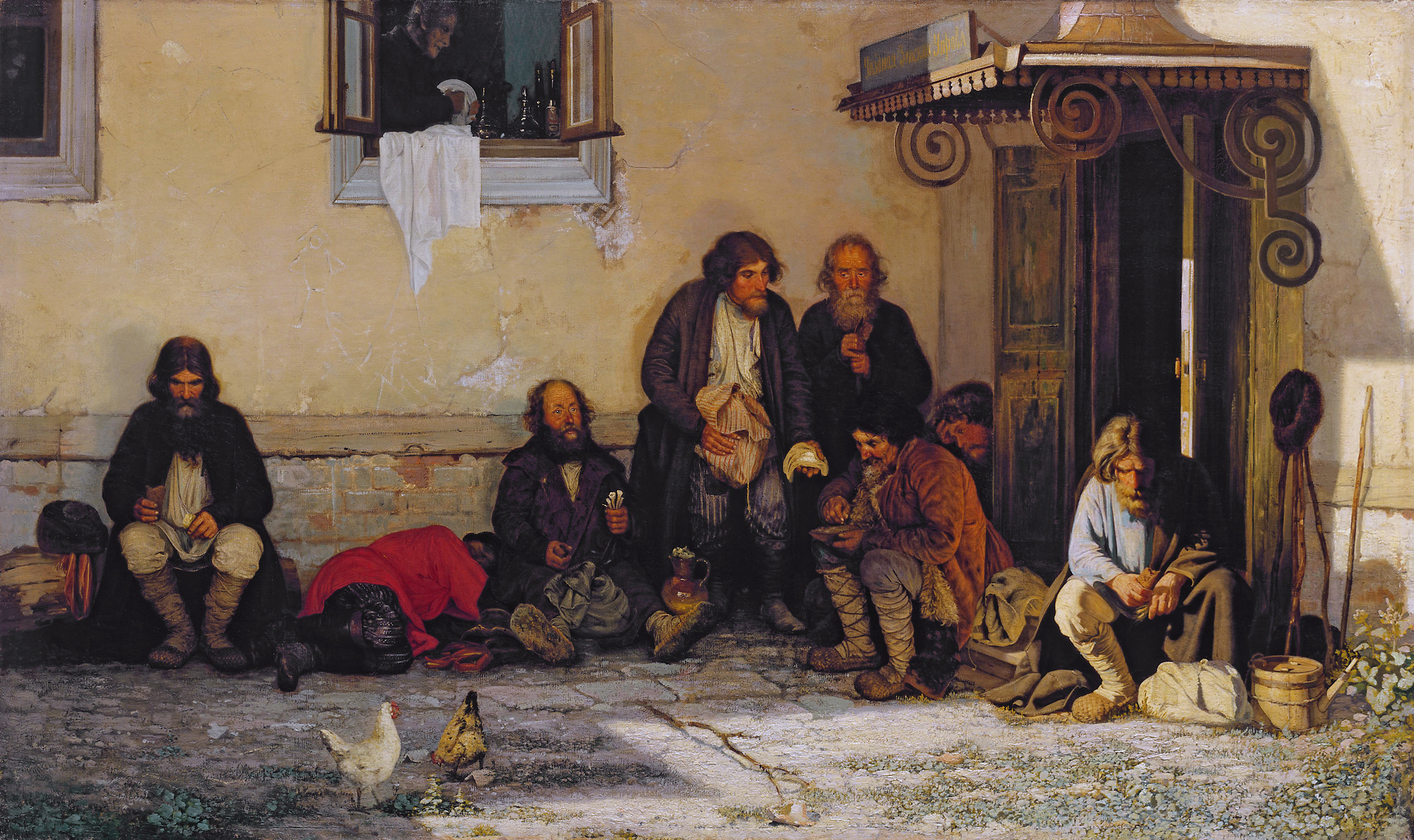
Zemstvo a cena, opera di Grigory Myasoyedov, 1872.

Le norme per il rinnovo degli zemstvo costituirono il modello di riferimento per la legge elettorale approvata al termine della Rivoluzione Russa del 1905. Gli zemstvo esercitavano la loro potestà decisionale in materia di istruzione, assistenza sanitaria, benessere pubblico, regime alimentare e manutenzione delle infrastrutture viabilistiche locali. Il Partito Socialista Rivoluzionario, il movimento nichilista russo e altre correnti politiche radicali ritennero insufficienti le concessioni dello zar, e diedero avvio a iniziative ostili, arginate dagli ampi poteri disciplinari che i governatori avevano facoltà di esercitare nei confronti dei membri eletti.
Dal 1900 al 1913, la loro dotazione iniziale di fondi, pari 89 milioni di rubli, fu più che triplicata. La principale fonte (propria) di copertura della spesa derivò dalla tassazione delle proprietà terriere, forestali, delle fabbriche, delle miniere e di beni immobili vari.
Il 30 luglio 1914 fu istituita a Mosca l'Unione degli Zemstvo di tutte le Russie (in russo: Всероссийский земский союз), organizzazione civile di stampo liberale che fu guidata da Georgij L'vov e autorizzata dalla granduchessa Elisabetta d'Assia-Darmstadt, con il compito di dare supporto ai soldati malati e feriti, operando in coordinamento con la Croce Rossa e con il Corpo Sanitario dell'Esercito russo.
Finanziata con sussidi governativi, appropriazioni dei beni degli zemstvo dei centri urbani e delle zone rurali, oltreché da libere donazioni private, a partire dal 1915 iniziò ad operare con l'Unione delle Città, altra organizzazione liberale nata ad agosto del 1914 e guidata da Nikolai Kishkin, membro del Partito Democratico Costituzionale, con lo scopo di sostenere il raggiungimento degli obbiettivi bellici dell'Impero Russo. Il fronte sudoccidentale aveva separata sede in Ucraina, diretto dall'archeologo e nazionalista russo Teodor Shteingel (1870-1946).
 
Le competenze dell'unione panrussa degli zemstvo vennero così progressivamente estese, fino ad includere l'evacuazione e la cura dei feriti, l'assistenza ai prigionieri e ai rifugiati di guerra, i trattamenti ospedalieri, la formazione sanitaria, lo stoccaggio e la fornitura di biancheria e delle uniformi alle truppe impegnate nei teatri di guerra.
Avvalendosi della collaborazione di esponenti dell'intelligentia russa, gli zemstvo riuscirono a risolvere con successo numerose problematiche locali e a perdurare più di mezzo secolo, finché, dopo la Rivoluzione d'ottobre del 1917, vennero sostituiti dai Soviet.